# Mayfield Heights
Mayfield Heights é uma cidade localizada no estado norte-americano do Ohio, no Condado de Cuyahoga.

## Demografia
Segundo o censo norte-americano de 2000, a sua população era de 19.386 habitantes.
Em 2006, foi estimada uma população de 18.110, um decréscimo de 1276 (-6.6%).

## Geografia
De acordo com o United States Census Bureau tem uma área de 10,9 km², dos quais 10,9 km² cobertos por terra e 0,0 km² cobertos por água. Mayfield Heights localiza-se a aproximadamente 219 m acima do nível do mar.

## Localidades na vizinhança
O diagrama seguinte representa as localidades num raio de 8 km ao redor de Mayfield Heights.